# Sakashita-juku

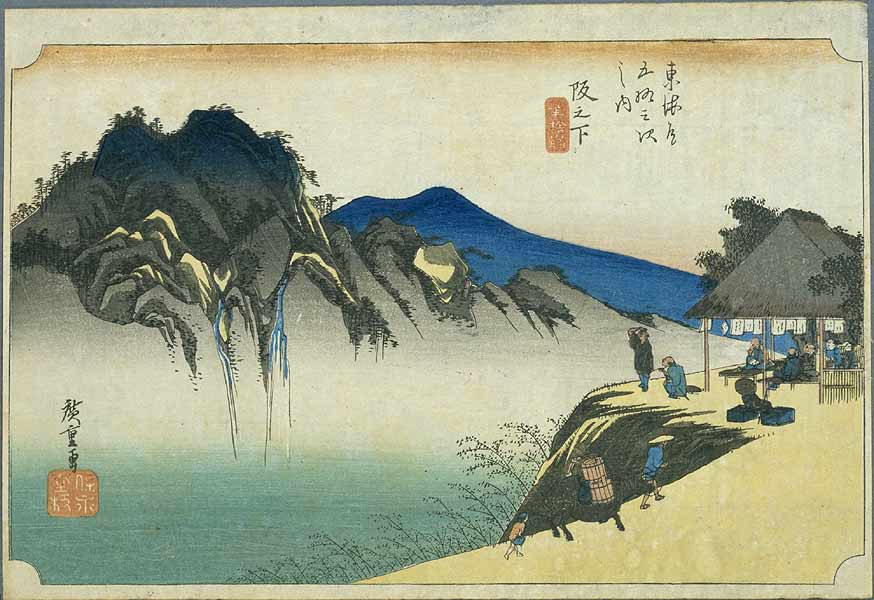
Stacja w latach 30. XIX wieku, Hiroshige Andō

Sakashita-juku (jap. 坂下宿 Sakashita-juku) – czterdziesta ósma z 53 stacji szlaku Tōkaidō, położona obecnie w mieście Kameyama, w prefekturze Mie w Japonii.